# La Princesse Marie
Pour plus de détails, voir Fiche technique et Distribution.
La Princesse Marie (Княжна Мери, Knyazhna Meri) est un film soviétique réalisé par Isidore Annenski, sorti en 1955,.

## Fiche technique
- Photographie : Mikhail Kirillov
- Musique : Lev Chvarts
- Décors : Aleksandr Dikhtiar, Elza Rapoport
- Montage : Evgeniia Abdirkina, Lidiia Rodionova